# ماساهيرو إيمامورا
ماساهيرو إيمامورا هو سياسي ياباني، ولد في 5 يناير 1947 في كاشيما في اليابان. حزبياً، نشط في الحزب الليبرالي الديمقراطي الياباني. في الانتخابات العامة اليابانية 2017، انتخب عضو مجلس النواب من اليابان عن دائرة Kyushu proportional representation block ‏ وقد انضم خلال فترته النيابية ‏ (22 أكتوبر 2017 – )  للكتلة البرلمانية الحزب الليبرالي الديمقراطي الياباني وانتخب عضو مجلس النواب من اليابان وقد انضم خلال فترته النيابية ‏  للكتلة البرلمانية الحزب الليبرالي الديمقراطي الياباني.

## وصلات خارجية
- الموقع الرسمي